# Michal Malák
Michal Malák (* 25. August 1980 in Poprad) ist ein ehemaliger slowakischer Skilangläufer.

## Werdegang
Malák nahm von 1998 bis 2010 an Wettbewerben der Fédération Internationale de Ski teil. Bei den nordischen Skiweltmeisterschaften 2001 in Lahti belegte er den 64. Platz über 15 km klassisch, den 56. Rang über 30 km klassisch und den 54. Platz im Sprint. Sein erstes von insgesamt 35 Weltcupeinzelrennen lief er im Dezember 2003 in Toblach, welches er auf dem 75. Platz im 30-km-Massenstartrennen beendete. Bei den nordischen Skiweltmeisterschaften 2005 in Oberstdorf kam er auf den 60. Platz über 15 km Freistil, auf den 47. Rang im Sprint und den 17. Platz zusammen mit Stanislav Holencik im Teamsprint. Im folgenden Jahr erreichte er bei seiner ersten Olympiateilnahme in Turin den 73. Platz über 15 km klassisch, den 53. Rang im Skiathlon und den 45. Platz im 50-km-Massenstartrennen. Die Tour de Ski 2006/07 beendete er auf dem 56. und die Tour de Ski 2007/08 auf dem 54. Platz. Bei den nordischen Skiweltmeisterschaften 2007 in Sapporo errang er den 41. Platz über 15 km Freistil und den 15. Platz zusammen mit Martin Otčenáš im Teamsprint. Von 2006 bis 2009 startete er im Skilanglauf-Slavic-Cup. Dabei gewann er vier Rennen und belegte in der Saison 2007/08 und 2008/09 den vierten Rang in der Gesamtwertung. Im Februar 2008 erreichte er beim Weltcup in Liberec mit dem 41. Platz über 11,4 km Freistil sein bestes Einzelresultat im Weltcup. Ebenfalls 2008 siegte er beim Biela Stopa über 48 km Freistil. Im folgenden Jahr kam er bei den nordischen Skiweltmeisterschaften 2009 in Liberec auf den 52. Platz im Sprint und auf den 45. Rang im 50-km-Massenstartrennen. Seine Karriere beendete er nach den Olympischen Winterspielen 2010 in Vancouver, bei den er den 54. Platz über 15 km Freistil, den 14. Rang zusammen mit Ivan Bátory und den 12. Platz mit der Staffel belegte.

## Erfolge

### Siege bei Continental-Cup-Rennen
| Nr. | Datum             | Ort           | Disziplin           | Serie      |
| --- | ----------------- | ------------- | ------------------- | ---------- |
| 1.  | 18. März 2006     | Kremnica      | 20 km Skiathlon     | Slavic-Cup |
| 2.  | 21. Dezember 2008 | Horní Mísečky | 15 km Freistil      | Slavic-Cup |
| 3.  | 22. März 2009     | Kremnica      | 10 km Freistil Mst. | Slavic-Cup |
| 4.  | 19. Dezember 2009 | Horní Mísečky | 10 km Freistil      | Slavic-Cup |

### Siege bei Skimarathon-Rennen
- 2008 Biela Stopa, 48 km Freistil

## Teilnahmen an Weltmeisterschaften und Olympischen Winterspielen

### Olympische Spiele
- 2006 Turin: 45. Platz 50 km Freistil Massenstart, 53. Platz 30 km Skiathlon, 73. Platz 15 km klassisch
- 2010 Vancouver: 12. Platz Staffel, 14. Platz Teamsprint Freistil, 54. Platz 15 km Freistil

### Nordische Skiweltmeisterschaften
- 2001 Lahti: 54. Platz Sprint Freistil, 56. Platz 30 km klassisch, 64. Platz 15 km klassisch
- 2005 Oberstdorf: 17. Platz Teamsprint Freistil, 47. Platz Sprint klassisch, 60. Platz 15 km Freistil
- 2007 Sapporo: 15. Platz Teamsprint Freistil, 41. Platz 15 km Freistil
- 2009 Liberec: 45. Platz 50 km Freistil Massenstart, 52. Platz Sprint Freistil

## Weltcup-Statistik
Die Tabelle zeigt die erreichten Platzierungen im Einzelnen.
- 1.–3. Platz: Anzahl der Podiumsplatzierungen
- Top 10: Anzahl der Platzierungen unter den ersten zehn
- Punkteränge: Anzahl der Platzierungen innerhalb der Punkteränge
- Starts: Anzahl gelaufener Rennen in der jeweiligen Disziplin
- Hinweis: Bei den Distanzrennen erfolgt die Einordnung gemäß FIS.

| Platzierung         | Distanzrennen a | Distanzrennen a | Distanzrennen a | Distanzrennen a | Distanzrennen a | Skiathlon Verfolgung | Sprint | Etappen- rennen b | Gesamt | Team c | Team c  |
| Platzierung         | ≤ 5 km          | ≤ 10 km         | ≤ 15 km         | ≤ 30 km         | > 30 km         | Skiathlon Verfolgung | Sprint | Etappen- rennen b | Gesamt | Sprint | Staffel |
| ------------------- | --------------- | --------------- | --------------- | --------------- | --------------- | -------------------- | ------ | ----------------- | ------ | ------ | ------- |
| 1. Platz            |                 |                 |                 |                 |                 |                      |        |                   |        |        |         |
| 2. Platz            |                 |                 |                 |                 |                 |                      |        |                   |        |        |         |
| 3. Platz            |                 |                 |                 |                 |                 |                      |        |                   |        |        |         |
| Top 10              |                 |                 |                 |                 |                 |                      |        |                   |        |        |         |
| Punkteränge         |                 |                 |                 |                 |                 |                      |        |                   |        | 2      | 5       |
| Starts              | 2               | 2               | 25              | 7               | 2               | 5                    | 9      | 2                 | 54     | 2      | 5       |
| Stand: Karriereende |                 |                 |                 |                 |                 |                      |        |                   |        |        |         |